# Cineas Santos
Cineas Santos (Caracol, 20 de setembro de 1948) é um poeta e escritor brasileiro, com atuação cultural desde os anos 1970.

## Biografia
Cineas das Chagas Santos nasceu em Campo Formoso, município de Caracol, sertão do Piauí, estado da região Nordeste do Brasil, em 20 de setembro de 1948, filho de Liberato Francisco dos Santos e Porcina Maria das Chagas Santos. É um poeta, cronista, intelectual, professor, agente cultural, advogado, editor e livreiro brasileiro. Integra o Conselho Estadual de Cultura. É casado com a dentista Áurea Dulce Caland Santos e tem um filho chamado Hermano Nino Caland Santos.
Desde 1965 vive em Teresina, capital do Piauí, onde desenvolveu trabalho de agente cultural, atuando em diversas áreas, há décadas exercendo atividades no cenário artístico-cultural local. Em 1976/1977, fundou, junto com o poeta Paulo Machado e outros companheiros de geração, o jornal alternativo Chapada do Corisco. Proprietário da Corisco (livraria e editora), publicou vários autores piauienses. Professor de Português e Literatura de várias gerações de estudantes piauienses. Foi um dos idealizadores e organizador do SaLiPi (Salão do Livro do Piauí), evento que anualmente reúne livreiros, editoras e público leitor em torno a diversas atividades culturais, palestras, debates, oficinas e exposições. Também é proprietário da Oficina da Palavra, espaço cultural teresinense, e coordenador do grupo A Cara Alegre Do Piauí, projeto de interiorização da cultura – música, literatura e artes plásticas.
Cineas Santos é também o autor da letra do Hino do município de Teresina, em parceria com o músico Erisvaldo Borges, que compôs a melodia.
Foi presidente da Fundação Municipal de Cultura de Teresina (Fundação Cultural Monsenhor Chaves – FCMC).
Apresenta, desde 10 de maio de 2009, o programa televisivo intitulado Feito Em Casa, sobre literatura, arte e cultura centradas na realidade local piauiense, na TV Cidade Verde.

## Obras
- Miudezas Em Geral (poesia)
- Tinha Que Acontecer (contos)
- ABC Da Ecologia (cordel)
- Aldeia Grande (humor)
- O Menino Que Descobriu As Palavras (infantil)
- Nada Além (poesia)
- O Trem da vida (infantil)
- A metade extraviada (infanto-juvenil)
- Cacos de mim (crônicas)
- Cambalhotas pra ninguém (crônicas)
- Pétalas (poemas)
- Até amanhã (contos)
- As despesas do envelhecer (crônicas)
- Ciranda desafinada (infantil)
- A matriarca dos loucos